# Verdun
Verdun er en by i det nordøstlige Frankrig ved floden Maas (eller Meuse, som den hedder i Frankrig), med 16.610(2022) indbyggere.

## Historie
Aftalen i Verdun i 843 deler Frankerriget.
Efter den fransk-tyske krig i 1870-71 blev Verdun udbygget til en stærk fæstning, hvor der under 1. verdenskrig blev udkæmpet meget hårde kampe i 1916 med mere end 300.000 faldne til følge.
I citadellets kasematter er indrettet et voksmuseum til minde om kampene, og dele af omegnen er udlagt som naturreservat, fordi krigshandlingerne ubrugeliggjorde jorden til landbrugsformål. I området findes også nogle af de største militærkirkegårde i verden.
Den største militærkirkegård i området er Ossuaire de Douaumont også kaldet Benhuset.
På kirkegården ligger ca. 300.000 ukendte franske og tyske soldater begravet.
Slaget har en stor betydning for fransk bevidsthed, fordi det var det eneste større slag under krigen, franskmændene udkæmpede alene, og fordi op mod 2/3 af samtlige franske regimenter blev sat ind her på forskellige tidspunkter.

## Ekstern henvisning
- Wikimedia Commons har flere filer relateret til Verdun
- Den officielle side for benhuset
- Verdun Arkiveret 14. februar 2011 hos  Wayback Machine